# Elezione del Presidente del Senato del 1953 (seconda)
La seconda elezione del presidente del Senato del 1953 per la II legislatura della Repubblica Italiana si è svolta il 25 giugno 1953.
Il presidente del Senato uscente è Meuccio Ruini. Presidente provvisorio del Senato è Raffaele Caporali.
Presidente del Senato della Repubblica, eletto al I scrutinio, è Cesare Merzagora.

## L'elezione

### Preferenze per Cesare Merzagora
| Scrutinio | Voti | Percentuale |
| --------- | ---- | ----------- |
| I         | 132  | 57,6%       |

## 25 giugno 1953

### I scrutinio
Per la nomina è richiesta la maggioranza assoluta dei votanti.
| Dati votazione | Dati votazione |  | Nome             | Nome | Voti |
| -------------- | -------------- |  | ---------------- | ---- | ---- |
| Presenti       | 229            |  | Cesare Merzagora | 132  |      |
| Votanti        | 229            |  | Enrico Molè      | 79   |      |
| Astenuti       | 0              |  | Enrico De Nicola | 10   |      |
| Maggioranza    | 115            |  | Schede bianche   | 8    |      |
|                |                |  | Schede nulle     | 0    |      |

Risulta eletto: Cesare Merzagora